# Барды (село)
Барды (укр. Барди) — село на Украине, основано в 1783 году, находится в Коростенской городской общине Житомирской области.
Код КОАТУУ — 1822383402. Население по переписи 2001 года составляет 53 человека. Почтовый индекс — 11521. Телефонный код — 4142. Занимает площадь 0,738 км².